# Lumière
Lumière je francouzský hraný film z roku 1976, který režírovala Jeanne Moreau podle vlastního scénáře. Snímek byl uveden na filmovém festivalu v Cannes dne 21. května 1976.

## Děj
Čtyřicátnice Sarah Dedieu je na vrcholu své herecké kariéry. Právě získala prestižní hereckou cenu. Pozve do svého letního domu ve Var další tři herečky. Čtyři ženy různého věku diskutují o své profesi a o mužích.

## Obsazení
| Jeanne Moreau      | Sarah Dedieu       |
| Francine Racette   | Julienne Pasquier  |
| Caroline Cartier   | Caroline           |
| Lucia Bosè         | Laura Ratusa       |
| Keith Carradine    | David Forster      |
| François Simon     | Grégoire Lieberman |
| Bruno Ganz         | Heinrich Grün      |
| Niels Arestrup     | Nano               |
| Francis Huster     | Thomas             |
| Jacques Spiesser   | Saint-Loup         |
| René Féret         | Julien Pasquier    |
| Patrice Alexsandre | Pétard             |
| Monique Tarbès     | Claire             |
| Georges Wod        | Liansko            |
| Paul Bisciglia     | La Bougie          |
| Carole Lange       | Carole             |

## Ocenění
- César: nominace v kategorii nejlepší herečka ve vedlejší roli (Francine Racette )